# Hipposideros sorenseni
Hipposideros sorenseni is een zoogdier uit de familie van de bladneusvleermuizen van de Oude Wereld (Hipposideridae). De wetenschappelijke naam van de soort werd voor het eerst geldig gepubliceerd door Kitchener & Maryanto in 1993.

## Voorkomen
De soort komt voor in Indonesië.